# Spaelotis austera
Spaelotis austera är en fjärilsart som beskrevs av Eugen Johann Christoph Esper 1789. Spaelotis austera ingår i släktet Spaelotis och familjen nattflyn. Inga underarter finns listade i Catalogue of Life.